# 小井川潤次郎
小井川 潤次郎（こいかわ じゅんじろう、1888年〈明治21年〉3月21日 - 1974年〈昭和49年〉2月28日）は、日本の民俗学者、郷土史家。青森県八戸・十六日町生まれ。1928年、八戸郷土研究会を結成。翌年より地方紙『奥南新報』などで会員とともに次々と民俗レポートや論考を発表し、それらに注目した柳田國男や折口信夫、佐々木喜善らと交流した。1935年、「民間伝承の会」（後の日本民俗学会）の創立に参加。1952年、日本民俗学会名誉会員。
「北奥民俗学の巨星」、「八戸史学の父」などと評されるが、その活動範囲は民間信仰「おしらさま」や郷土芸能「えんぶり」の研究から、伝統工芸「南部菱刺し」の復興活動および柳宗悦の協力を得ての全国への紹介、糠部郡三十三観音巡礼に関する古文書の発見と翻刻・出版、地元の種差海岸、根城、是川遺跡の研究による名勝・史跡指定への貢献など多岐にわたる。また、俳人・歌人としても活動し、野沢葛堂、恋川瓢子、恋川なぎさと号した。ほかに恋川潤、虎杖園など、生涯に30以上の号・筆名を使用した。

## 生涯

### 研究の源流
1888年（明治21年）3月21日、青森県八戸・十六日町（別名：馬喰町 / 現・八戸市）で元吉・とみ夫妻の間に6人きょうだいの次男として生まれる。父の元吉は塗師であり、種苗商を手掛ける菊栽培の名手でもあった。潤次郎が生まれて約2週間後、のちに「莨屋（たばこや）焼け」と称される八戸の大火で生家は焼け落ちた。
兄と姉の1人は早世し、姉1人・弟2人と育った。八戸尋常高等小学校（現・八戸小学校 / 吹上小学校）、青森県立第二中学校（現・八戸高校）を経て、青森県師範学校本科第二部に進学。1909年に同校を卒業し、教員として湊村の湊尋常高等小学校（現・八戸市立湊小学校）に赴任する。1912年に大館村の新井田尋常高等小学校（現・八戸市立新井田小学校）に転任し、その数か月後には五戸村（現・五戸町）の五戸尋常高等小学校（五戸小学校）に転任した。教師生活のかたわら、周辺の鮫村や白銀、種差海岸、蕪島、階上岳、十和田湖などを歩き回り、植物や民俗について研究・考察を深めた。また、子どものころから親しんだ郷土芸能のえんぶりに改めて魅了された。鮫村や白銀の民俗について書いた論考は手製本にまとめたが、1924年5月の八戸大火で焼けてしまった。

### 俳人・歌人としての活動
潤次郎の父・小井川元吉は、八戸の歌人・俳人で豪商・蔵書家の橋本八十郎（1824-1879）の流れを汲む橋本波安（1834-1908）の一門で学んだ歌人でもあったが、潤次郎も教職のかたわら俳人・歌人として活動し、1921年からは野沢葛堂の俳号で『奥南新報』俳壇の選者を務めた。「野沢」は、この当時潤次郎が野沢村（現・新郷村）の小学校に赴任していたことに由来する。また同じころ、恋川なぎさの号で『奥南新報』歌壇の選者も務めている。恋川なぎさ名義ではほかに、1922年から1924年にかけて同紙上で「伝説行脚（櫛引遍路）」という民俗学的記事の連載もした。
1927年には、『三戸郡誌 第四篇 歌謡篇』（三戸郡教育会）の執筆を担当。三戸郡（当時は八戸を含む）に伝わる民謡・童謡や、三戸郡の和歌・俳句の歴史を詳細に記述した。この本に感心した柳田國男は、同年6月27日付で潤次郎に葉書を送り、「誠に地方誌中の一異色に有之候（これありそうろう）」と書いている。また、のちに八戸を代表する俳人となる法師浜桜白が教えを請うために潤次郎の自宅を突然訪ねてきたこともあった。

### 八戸郷土研究会の結成と「村の話」連載
1928年、八戸郷土研究会を結成。会の創設を潤次郎らに勧めたのは日本史学者の喜田貞吉で、潤次郎は幹事の一人となり、初代会長は是川遺跡の発掘・保存に尽力していた泉山岩次郎（1876-1963）が務めることとなった。喜田は、大正版『青森県史』を編纂した中道等とともに顧問となっている。研究会の事務所は潤次郎宅に置かれた。八戸郷土研究会は、遺跡や寺社などを巡り、研究発表会を開くことを主な活動とした。
翌1929年から八戸郷土研究会は『奥南新報』紙上で「村の話」と題した民俗レポート・論考の連載を開始。潤次郎は最も多くの分量を書き、ほかの会員の記事にコメントを付したり掲載内容の方向性を決めたりするなど、この連載で中心的な役割を果たした。初期からの主な会員はほかに、民俗学者の夏堀勤二郎（1909-2003）、詩人の和泉幸一郎（1909-1939）、郷土史家の金子善兵衛（1903-2009）らがいる。また、潤次郎と同じく郷土史・民俗研究に尽力した長男の小井川静夫（1908-1985）、次男の小井川靖夫も多くの民俗レポートを寄稿した。結成2年後の1930年12月の時点で、会員数は約50人。喜田貞吉、中道等に加え、初代会長だった泉山岩次郎と『奥南新報』創刊者・近藤喜衛の計4人が顧問となり、当時八戸中学校（現・八戸高校）の校長だった伊藤文雄が会長となっている。潤次郎は引き続き幹事を務めた。
潤次郎は1924年の八戸大火後、八戸町・長者山麓の町営住宅に居を移していたが、ここは八戸郷土研究会のメンバーが集う交流の場となったほか、『奥南新報』紙上の記事が注目され、折口信夫や佐々木喜善、渋沢敬三らも訪れた。折口は1930年と翌年に潤次郎宅を訪れており、その際に即興の短歌「山深くわれは来にけり山深き木々の梢の音やみにけり」をしたためた短冊が残っている。
すでに『三戸郡誌 第四篇 歌謡篇』（1927年）のころから潤次郎の仕事に注目していた柳田國男もこのころに潤次郎宅を訪れており、また自らも『奥南新報』に「盆過ぎメドチ談」（1932年）を寄稿するなどしている。潤次郎と柳田の交流は柳田の論文・随筆類や、公刊された柳田の終戦前後の日記『炭焼日記』などにも見ることができる。
『奥南新報』は3日に1回発行される新聞だったが、1929年に始まった「村の話」の連載は10年超、回数にして1000回を超えた。「村の話」が本としてまとまることを柳田國男や関敬吾は待望していたが、それが青森県史叢書『奥南新報「村の話」集成』としてまとまったのは20世紀末になってからであった。

### 八戸郷土研究会のその他の活動
1932年7月、八戸郷土研究会は泉山岩次郎宅で「菱刺し手ほどきの会」を開催した。その前月には、柳宗悦の仲介で菱刺しが東京の国画会展覧会に出品されるなどその美しさは広く認められつつあったが、技術の継承は途絶えかかっていた。潤次郎を中心とした八戸郷土研究会による菱刺しの復興活動は八戸教育委員会を動かし、小学校でも「菱刺し講習会」が開かれるようになった。菱刺しの復興については、潤次郎と柳宗悦のあいだで交わされた多数の書簡が残っている。
八戸郷土研究会は遺跡の保全のための活動も行った。1932年秋には是川遺跡の重要性を知らせるための石碑を遺跡付近に建立しているが、これは会が本山彦一に出資を仰いで建立したもので、「是川遺蹟」の文字は本山が書いたものである。石碑には建立の経緯が書かれており、文章は喜田貞吉が作り、潤次郎が筆を振るった。碑文の末尾には「八戸郷土研究会 小井川潤次郎」と刻まれている。同年に潤次郎は、是川遺跡の案内書『清水寺（せいすいじ）界隈』を八戸郷土研究会から刊行している。
また、潤次郎は地域を逍遥する中で、是川の寺で、八戸・法海山天聖寺の則誉守西上人が書き残した糠部三十三観音の18世紀中盤の巡礼記『奥州南部糠部順礼次第』の稿本を発見していた。これも翻刻・編集のうえ1932年に八戸郷土研究会から刊行した。

### 潤次郎の活動の県外への広がり
1932年、佐々木喜善が仙台で民間伝承学会『民間伝承』を創刊。佐々木喜善が八戸に講演に訪れた際に潤次郎と交わした会話が創刊のきっかけであった。潤次郎は創刊号に「昔話と言葉」、第2号に「妙な昔話」を寄せている。ただ、翌1933年に佐々木喜善が急逝し、『民間伝承』は2号で途絶してしまった。
1934年12月、折口信夫の主宰で日本民俗協会が発足し、翌年より機関誌『日本民俗』を刊行する（〜1938年、全33号）。潤次郎はこの機関誌にも寄稿した。
1935年、柳田國男の還暦を記念して東京・日本青年館で開催された日本民俗学講習会に参加。この講習会を機に同年、「民間伝承の会」（後の日本民俗学会）が結成され、潤次郎は青森県代表の世話人に選ばれている。民間伝承の会が同年から発行した機関誌『民間伝承』には、潤次郎は「弔ひどめの塔婆」（1944年3月号）などを寄せている。
潤次郎はほかにも1920年代末から1940年代半ばにかけて雑誌『民俗学』（民俗学会）、『郷土研究』（郷土研究社）、『郷土風景』（郷土風景社）、『俚俗と民譚』（単美社）、『ドルメン』（岡書院）、『旅と伝説』（三元社）、『旅』（日本旅行倶楽部）、『工藝』（聚楽社）、『ミネルヴァ』（翰林書房）、『アミーバ』（生き物趣味の会）などで次々と論考を発表した。
教員としては、下長苗代村の下長苗代尋常高等小学校（現・八戸市立下長小学校）、野沢村（現・新郷村）の西越尋常高等小学校（西越小学校）を経たのち、館村（赴任中の1940年から八戸市）の田面木尋常小学校（田面木小学校）の校長を18年間務め、1943年に退職。館村への赴任中の1934年には『館村誌 年中行事篇』（館村役場）を著している。館村は戦後の1955年までに八戸市に段階的に編入された自治体で、根城跡などの所在地である。

### 戦後の八戸郷土研究会
八戸郷土研究会の会員が民俗レポートや論考の主な発表の場としていた『奥南新報』は1941年に統制により廃刊となったが、終戦後、1946年には潤次郎が八戸郷土研究会の機関誌として『いたどり』を創刊（〜1957年）。また1950年には『八戸郷土研究会月報』（〜1962年）の発行も開始し、この2つが会員の主な活動の場となった。このころの会員に、1952年創設の階上村郷土研究会の中心となった郷土史家の荻沢甚作や、能田多代子、上杉修、野田健次郎、音喜多富寿、小井田幸哉、西村嘉らがいる。特に、荻沢甚作が1952年から編集発行した郷土研究誌『はしかみ』は、潤次郎が毎号のように寄稿し、八戸郷土研究会のほかの会員も寄稿するなど、『いたどり』『八戸郷土研究会月報』に次ぐ八戸郷土研究会の第三の研究発表の場にもなった。
同時に、潤次郎自身の論考は《八戸郷土叢書》（1946〜1956年、1968年）、《八戸郷土叢書別輯 民俗展望》（1947〜1950年）でまとめていった。《八戸郷土叢書》は1946年だけでも、『藤右衛門の小絵馬』、『花鳥記』、『十和田山由来記』、『たねさしへの道』、『二十九日の花』の5点が刊行されている。潤次郎のこれらの著作は八戸郷土研究会からごく少部数で刊行されたものだったが、多くは没後、全11巻の《小井川潤次郎著作集》にまとめられた。戦後の八戸郷土研究会では、潤次郎の長男の小井川静夫が機関誌や叢書の編集・発行に深く携わり、優れた謄写版の技術や画力でその活動を支えた。
八戸郷土研究会は明確な解散はなかったが、1962年の月報で解散論が出ており、翌年にはいったん活動を停止した。その後、1968年になって12年ぶりの《八戸郷土叢書》を1点刊行したが、ほかに目立った活動はなく、潤次郎の死後は休会状態となっている。

### 日本民俗学会名誉会員から晩年まで
潤次郎は1944年、柳田國男の古稀記念文集のために「オシラサマの鈴の音」を執筆・脱稿。ただ、刊行スケジュールに遅延があり、これを収録した『柳田國男先生古稀記念文集 日本民俗学のために』第10輯が出たのは柳田が喜寿を迎えた1951年であった。翌1952年、潤次郎は日本民俗学会の名誉会員となった。
戦後、八戸郷土研究会の活動と並行して一時教職にも復帰し、書籍としては『大館村誌』（1959年）、『八戸の四季』（1961年）、『八戸覚え書』（1965年）などを刊行した。各種の雑誌への寄稿も引き続きおこなっている。また、青森県文化財専門委員、八戸市史編さん委員および監修者、根城史跡保存会長などを務めた。
1955年、第8回東奥賞（東奥日報社）、1966年、第8回青森県文化賞を受賞。また、1968年4月には「文化財の調査・指定保護に尽くした」として勲五等瑞宝章を受章した。潤次郎の種々の研究や活動が1937年の種差海岸の名勝指定、1941年の根城の史跡指定、1957年の是川遺跡の史跡指定につながったと評価されている。根城が史跡指定されたのち、新井田城跡についても史跡指定のために調査・研究をし、1943年ごろには「新田城由緒」「新田城趾を繞る」の2つの文章をまとめて文部省に申請書を送ったが、これは戦火でうやむやになってしまった。
根城の本丸跡・大いちょうの横には、根城南部氏が使用していた題目旗を象り「南無妙法蓮華経」と刻んだ石碑が建っており、裏面には潤次郎が石碑建立について詠んだ短歌が刻まれている。司馬遼太郎は『街道をゆく』シリーズの「陸奥のみち」でこの石碑に言及し、潤次郎の短歌を引用している。
1974年2月28日、「虎杖園」あるいは「山下」（やまのした）と呼ばれた八戸市の長者山麓の自宅で死去。没後、息子の小井川洋夫がその研究を整理し、全11巻の《小井川潤次郎著作集》が刊行された。また、それ以外にも未収録・未整理の論考が多数あり、江刺家均により《稿本 小井川潤次郎遺文》全3巻が出版されている。
柳田國男は潤次郎を「孤高の人」と評したともいわれるが、その出典は明らかではない。

## 採訪スタイル
生涯のほとんどを坊主頭に和服、日和下駄で過ごし、各地の民俗採訪もこの格好でおこなった。坊主頭を通したのは、1910年ごろに重い腸チフスにかかり、それがもとで髪が薄くなってしまったからであった。また、洋服を着たのは一度ぐらいで、中学卒業以降は和服だけで過ごしてきたと述べている。たいへんな健脚で、八戸郷土研究会の結成以前から「足の会」と称して『奥南新報』紙上で同行者を募り、山野を巡って日和下駄でどこまででも歩いた。
第二次世界大戦の戦時下で警戒警報が頻繁に発令されていたころにも採訪を続けていたが、階上村（現・階上町）の晴山沢西光寺周辺を逍遥していた際、周辺住民に「うろづいて石塔のそばに跼んでじろじろ覗き込んでは何かノートしている」姿を見られ、スパイではないかと怪しまれ、巡査を呼ばれてしまったこともあった。なおこの騒ぎの際に、のちに八戸郷土研究会の会員となる荻沢甚作と出会っている。荻沢はまだ「正体」を知らなかった初対面時の潤次郎の印象を「妙な格好でぎろっとした目付の人」と書いているが、のちに会員となって機関誌『いたどり』や『八戸郷土研究会月報』に寄稿し、また自らも1952年創設の階上村郷土研究会の中心人物として機関誌『はしかみ』を編集発行。互いの機関誌に寄稿し合った。
多くの人に会い、顔を合わせて話を聴き、表情や眼差しから人々の思いを知ることを大切にしたが、1954年12月から4年ほどの年月をかけて書き上げた『大館村誌』（1959年）では、教育長からの執筆依頼を「村の人たちの協力」を条件に引き受けたにもかかわらず、あまり協力を得られず苦心した。神社に通っても御堂の扉すら開いてもらえず、郷土史を語るうえで重要な仏像を見ることができないなど、大変な困難があったということを同書の「はじめに」および「をはりに」で書いている。

## 主な著作

### 単著
- 『三戸郡誌 第四篇 歌謡篇』（三戸郡教育会、1927年）
  - のちに『南部のうた：複刻三戸郡誌〈歌謡篇〉』として復刊（八戸印刷荷札出版部、1973年）
- 『館村誌 年中行事篇』（館村役場、1934年）
- 『大館村誌』（八戸市、1959年 / 国書刊行会、1982年）
- 『八戸の四季』（はちのへの四季）[29]（北方春秋叢書、北方春秋社、1961年） - 写真：和井田登
- 『八戸覚え書』（小井川潤次郎執筆、八戸市編、八戸市、1965年）

冊子類
- 『清水寺界隈』（八戸郷土研究会、1932年）
- 『小中野風土記』（八戸市立小中野中学校、1951年） - 著作集3『濱通りを歩く』に収録
- 『八戸の民芸』（文化財シリーズ4、八戸市教育委員会、1964年）

著作集
（全11巻、八戸：木村書店 / 第一巻のみ八戸：伊吉書院）
1. 『小井川潤次郎著作集 第一巻 おしらさま・えんぶり』（1977年）
2. 『小井川潤次郎著作集 第二巻 八戸をめぐる』（1990年）
3. 『小井川潤次郎著作集 第三巻 濱通りを歩く』（1990年）
4. 『小井川潤次郎著作集 第四巻 根城』（1991年）
5. 『小井川潤次郎著作集 第五巻 是川・島守』（1992年）
6. 『小井川潤次郎著作集 第六巻 館村の話』（1993年）
7. 『小井川潤次郎著作集 第七巻 南部の民俗』（1994年）
8. 『小井川潤次郎著作集 第八巻 新井田街道』（1995年）
9. 『小井川潤次郎著作集 第九巻 馬淵川の滸』（1996年）
10. 『小井川潤次郎著作集 第十巻 津要玄梁 八戸の坊さん達』（1997年）
11. 『小井川潤次郎著作集 第十一巻 伝説雑纂』（1998年）

遺文集
（江刺家均校訂、春秋堂出版部）
1. 『稿本 小井川潤次郎遺文 第一篇』（2005年）
2. 『稿本 小井川潤次郎遺文 第二篇』（2005年）
3. 『稿本 小井川潤次郎遺文 第三篇 潮鳴集』（2007年）

### 書籍収録論文
- 「オシラサマの鈴の音」『柳田國男先生古稀記念文集 日本民俗学のために』第10輯（日本民俗学会、1951年）
- 「馬の神・水の神から」「十三の砂山」『日本文化風土記 第2巻 東北篇』（和歌森太郎、吉田精一、小川徹編、河出書房、1955年）
- 「青森風土記」『講座日本風俗史 第3巻』（雄山閣、1958年）
- 「物故者紹介 中市謙三」『日本民俗学体系 第8巻 信仰と民俗』（原田敏明編、平凡社、1959年）
- 「柳田先生の見えられた前後」『定本柳田國男集』月報（筑摩書房、1970年）
- 「いたこの伝承」
  - 『日本民俗誌大系 第12巻 未刊資料III（関東・東北）』（角川書店、1976年）
  - 『日本民俗文化資料集成 第6巻 巫女の世界』（谷川健一編、三一書房、1989年）
- 「根城すゑ巫女聞書」『日本民俗文化資料集成 第6巻 巫女の世界』（谷川健一編、三一書房、1989年）
- 「全国憑きもの報告集成 青森県八戸地方」『日本民俗文化資料集成 第7巻 憑きもの』（谷川健一編、三一書房、1990年） - 石塚尊俊編「全国憑きもの報告集成」の一項目
- 「八戸の四季」『日本民俗誌集成 第2巻 東北編1 青森県 岩手県』（倉石忠彦、高桑守史、福田アジオ、宮本袈裟雄編、三一書房、1997年）
- 「虎耳草」『青森県史 民俗編 資料 南部』（青森県史編さん民俗部会編、青森県、2001年） - 抄録
- 「目をとがめる神様」『病いと癒しの民俗学』（礫川全次編、歴史民俗学資料叢書 第3期第2巻、批評社、2006年）

『奥南新報』連載「村の話」集成
- 『奥南新報「村の話」集成』上下巻（青森県環境生活部県史編さん室編、青森県史叢書、青森県、1998年）（「青森県史デジタルアーカイブス」で全文読むことができる）

### 八戸郷土叢書
多くはのちに《小井川潤次郎著作集》に収録された。
1. 藤右衛門の小絵馬（1946年8月）
2. 花鳥記（1946年9月）
3. 十和田山由来記（1946年10月）
4. たねさしへの道（1946年11月）
5. 二十九日の花（1946年12月）
6. 虎を描く（1948年1月）
7. 鐘銘集（1947年5月）
8. 袰子の話（1948年5月）
9. 南部八戸の塩（1947年7月） - この巻は八戸郷土研究会会員の横澤信夫の著作
10. 在庁威徳院（1947年11月） - 歌及び序 柳田國男
11. 鮫の記録（1947年12月）
12. 虎杖園詠艸（1948年3月） - 恋川なぎさ歌集
13. おしらさま勧請記（1950年4月）
14. 十王院拾遺（1951年4月）
15. 寛文の鳥（1951年7月）
16. 盲人から聴いた話（1951年11月）
17. しまもりの話（1952年4月）
18. 八戸市略記（1952年8月）
19. いたこの伝承（1953年12月）
20. 奇峯学秀（1954年）
21. 鶏舞・駒踊（1956年4月）
22. 路傍の石 名久井七村（1968年8月）

八戸郷土叢書別輯 民俗展望
1. 弔ひどめの塔婆（1947年8月） - 喜田貞吉、土佐林義雄の論文も収録
2. 柿の葉人形（1947年9月）
3. 苗じるし（1948年9月）
4. 内耳の鍋（1949年3月）
5. 五輪塔（1950年6月）

### その他
- 小井川潤次郎選『八戸菊名鑑』（第30号、八戸：佳友会、1915年） - 父の小井川元吉から引き継いだ
- 『奥州南部糠部順礼次第：全』（小井川潤次郎編、八戸郷土研究会、1932年）

## 親族
- 小井川静夫（1908-1985） - 潤次郎の長男。教職のかたわら、郷土史・民俗研究に尽力。戦後の八戸郷土研究会を支えた。筆名に山下甚六など。
- 小井川靖夫 - 潤次郎の次男。「八戸銘酒小唄」の作詞者。『奥南新報』への寄稿が『村のはなし一 小井川靖夫・佐々木喜善・能田太郎集』（八戸郷土研究会、1947年）としてまとめられた。筆名に山下次男、星火など。
- 小井川洋夫 - 潤次郎の息子。潤次郎の没後、《小井川潤次郎著作集》をまとめた。
- 小井川年夫 - 潤次郎の息子。司馬遼太郎『街道をゆく』の「陸奥のみち」に宮城教育大学の学生として登場し、父の研究を司馬に伝えている[30]。青森県内の学校で教員として空手の普及に尽力したのち、仏師となり十和田市現代美術館で展示会を行った[31]。